# Dvärgsnigel
Dvärgsnigel (Arion intermedius) är en snäckart som först beskrevs av Normand 1852.  Dvärgsnigel ingår i släktet Arion och familjen skogssniglar. Enligt den finländska rödlistan är arten sårbar i Finland. Arten är reproducerande i Sverige. Artens livsmiljö är fuktiga lundar. Inga underarter finns listade i Catalogue of Life.